# Gare de Fos-sur-Mer
La gare de Fos-sur-Mer est une gare ferroviaire française de la  ligne de Miramas à l'Estaque située sur le territoire de la commune de Fos-sur-Mer, dans le département des Bouches-du-Rhône, en région Provence-Alpes-Côte d'Azur.
C'est une halte ferroviaire Société nationale des chemins de fer français (SNCF) desservie par des trains TER PACA.

## Situation ferroviaire
Établie à 8 m d'altitude, la gare de Fos-sur-Mer est située au point kilométrique (PK) 831,630 de la ligne de Miramas à l'Estaque, entre les gares de Rassuen et de Port-de-Bouc.

## Historique
En 1875, dans le cadre d'une voie ferrée d'intérêt local, le baron Armand-Charles-Alexandre Digeon et Marie-Casimir Delamarre obtiennent par le décret du 12 avril 1875 la concession d'une ligne de Miramas à Port-de-Bouc. Dans le cahier des charges il est précisé  que la ligne débute dans la station de Miramas, en embranchement de la ligne de Lyon à Marseille, puis elle doit passer à Istres, proche de Fos et se terminer à Port-de-Bouc. La gare de Fos est inaugurée en 1882 .

## Fréquentation
De 2015 à 2023, selon les estimations de la SNCF, la fréquentation annuelle de la gare s'élève aux nombres indiqués dans le tableau ci-dessous.
| Année               | 2015   | 2016  | 2017   | 2018  | 2019  | 2020  | 2021  | 2022  | 2023  |
| ------------------- | ------ | ----- | ------ | ----- | ----- | ----- | ----- | ----- | ----- |
| Nombre de voyageurs | 11 643 | 9 978 | 10 945 | 7 327 | 7 260 | 2 941 | 5 444 | 8 812 | 9 110 |

## Service des voyageurs

### Accueil
Halte SNCF, c'est un point d'arrêt non géré (PANG) à entrée libre.

### Desserte
Fos-sur-Mer est desservie par les trains TER Provence-Alpes-Côte d'Azur de la ligne 07 Marseille-Miramas (via Port-de-Bouc et Rognac).